# الکرامه
الکرامة (به عربی: الکرامة) یک منطقهٔ مسکونی در امارات متحده عربی است که در دبی، امارات واقع شده‌است.